# 5479 Grahamryder
Az 5479 Grahamryder (ideiglenes jelöléssel 1989 UT5) a Naprendszer kisbolygóövében található aszteroida. Schelte J. Bus fedezte fel 1989. október 30-án.